# San Tommaso di Canterbury
San Tommaso di Canterbury är en kyrkobyggnad i Rom, helgad åt den helige Thomas av Canterbury. Kyrkan är belägen vid Via di Monserrato i Rione Regola och tillhör församlingen San Lorenzo in Damaso. Kyrkan tillhör det engelska colleget i Rom.

## Historia
Den första kyrkan på denna plats uppfördes förmodligen på 1100-talet och bar då namnet SS. Trinitatis Anglicorum. Kyrkan byggdes om år 1575 och under 1800-talets andra hälft uppfördes en ny kyrkobyggnad från grunden, efter ritningar av Pietro Camporese den yngre. Även Luigi Poletti och Virginio Vespignani bidrog till byggprojektet.

## Interiör
Högaltaret har Durante Albertis målning Den Heliga Treenigheten med änglar och de heliga Thomas av Canterbury och Edmund från cirka 1583. I kyrkans narthex återfinns gravmonumentet över sir Thomas Dereham, ritat av Ferdinando Fuga, med skulpturer föreställande Tron och Troheten, utförda av Filippo della Valle.
På emporen ses Cavalier d'Arpinos Den helige Gregorius den store. Interiören hyser även kardinal Christopher Bainbridges gravmonument i vit marmor.

## Bilder
| - San Tommaso di Canterbury (här benämnd SS. Trinitatis Anglicorum) på Christian Hülsens karta över det medeltida Rom från år 1927. |